# Eat My Dust
Eat My Dust è un film del 1976 di produzione statunitense scritto e diretto da Charles B. Griffith.